# توماسو فيلاتي
توماسو فيلاتي (بالإيطالية: Tommaso Vailatti)‏ (2 يناير 1986 بفيناريا ريالي في إيطاليا - ) هو لاعب كرة قدم إيطالي في مركز الوسط. شارك مع منتخب إيطاليا تحت 18 سنة لكرة القدم ومنتخب إيطاليا لكرة القدم. أما مع النوادي، فقد لعب مع نادي ترنانا ونادي تريفيزو ونادي تورينو ونادي فيتشينزا ونادي ليفورنو وValenzana Mado ‏ وأستي كليسيو ‏ وASD Chieri ‏.

## روابط خارجية
- توماسو فيلاتي على موقع قاعدة بيانات كرة القدم.إي يو (الإنجليزية)
- توماسو فيلاتي على موقع Soccerway.com (الإنجليزية)